# Дольськ (Великопольське воєводство)
Дольськ (пол. Dolsk) — місто в західній Польщі, над озерами Дольським-Великим та Дольським-Малим.

## Демографія
Демографічна структура станом на 31 березня 2011 року:
|          | Загалом | Допрацездатний вік | Працездатний вік | Постпрацездатний вік |
| -------- | ------- | ------------------ | ---------------- | -------------------- |
| Чоловіки | 784     | 174                | 534              | 76                   |
| Жінки    | 770     | 167                | 436              | 167                  |
| Разом    | 1554    | 341                | 970              | 243                  |

## Фотогалерея

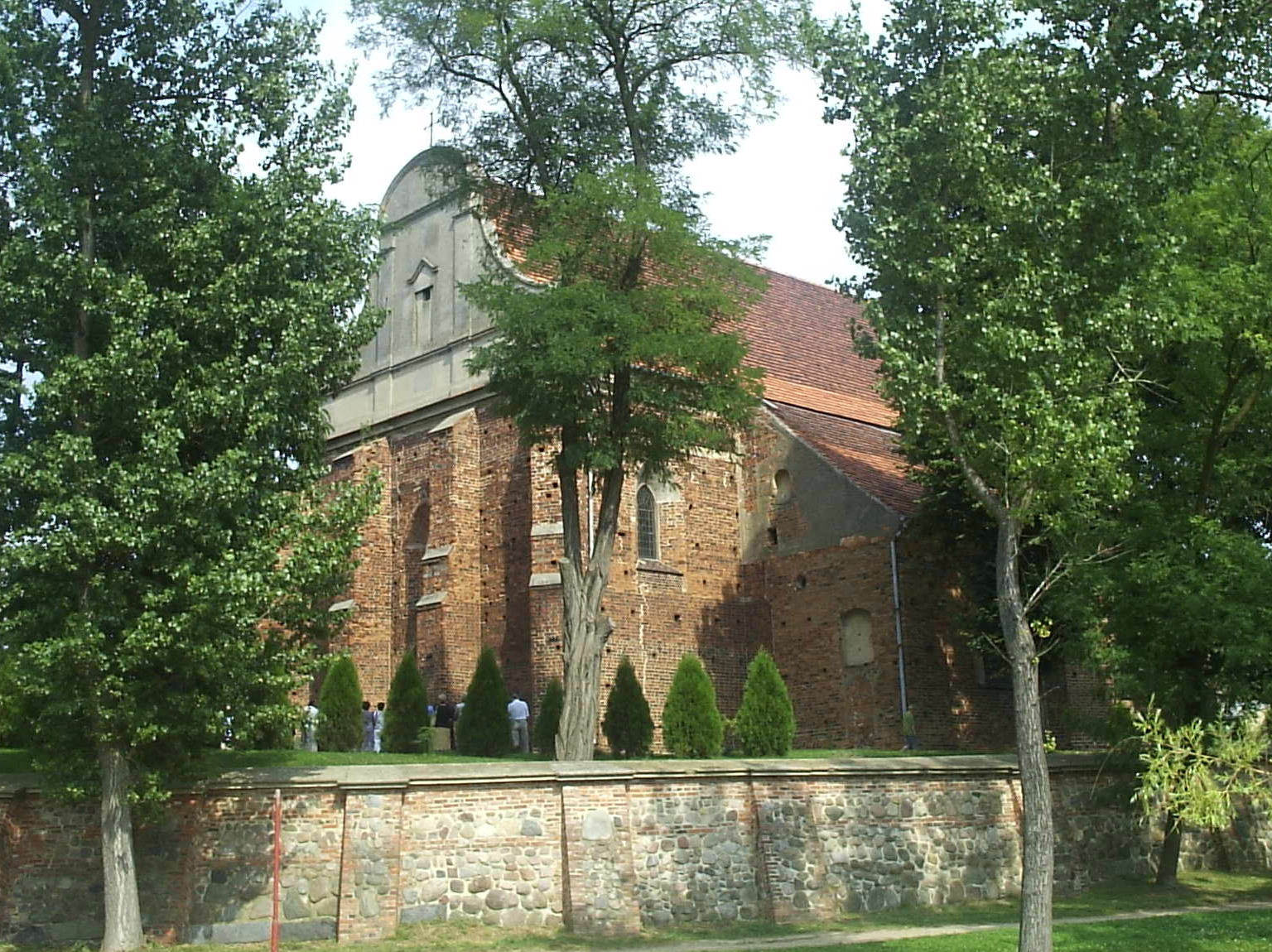
Костел
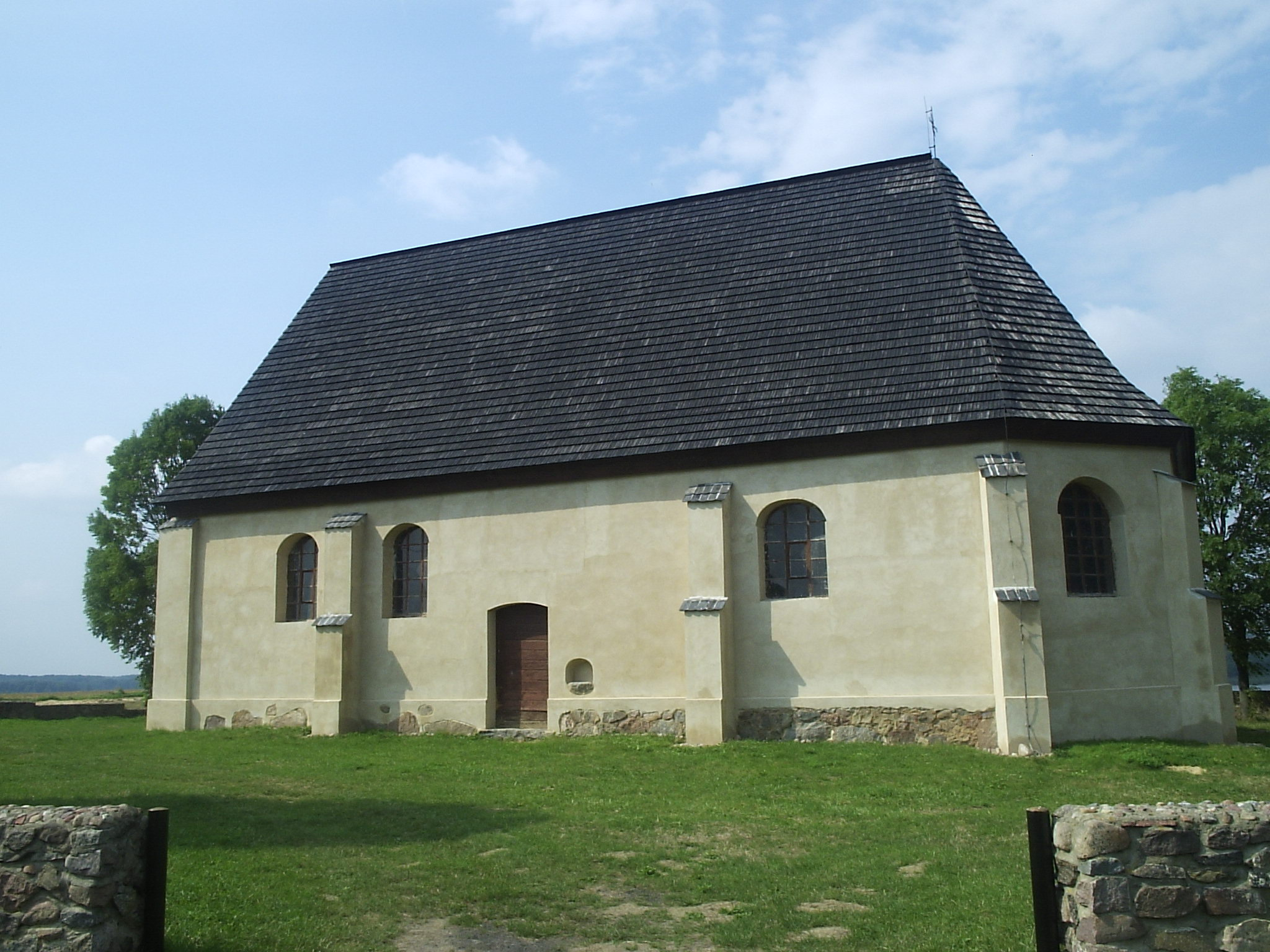
Костел
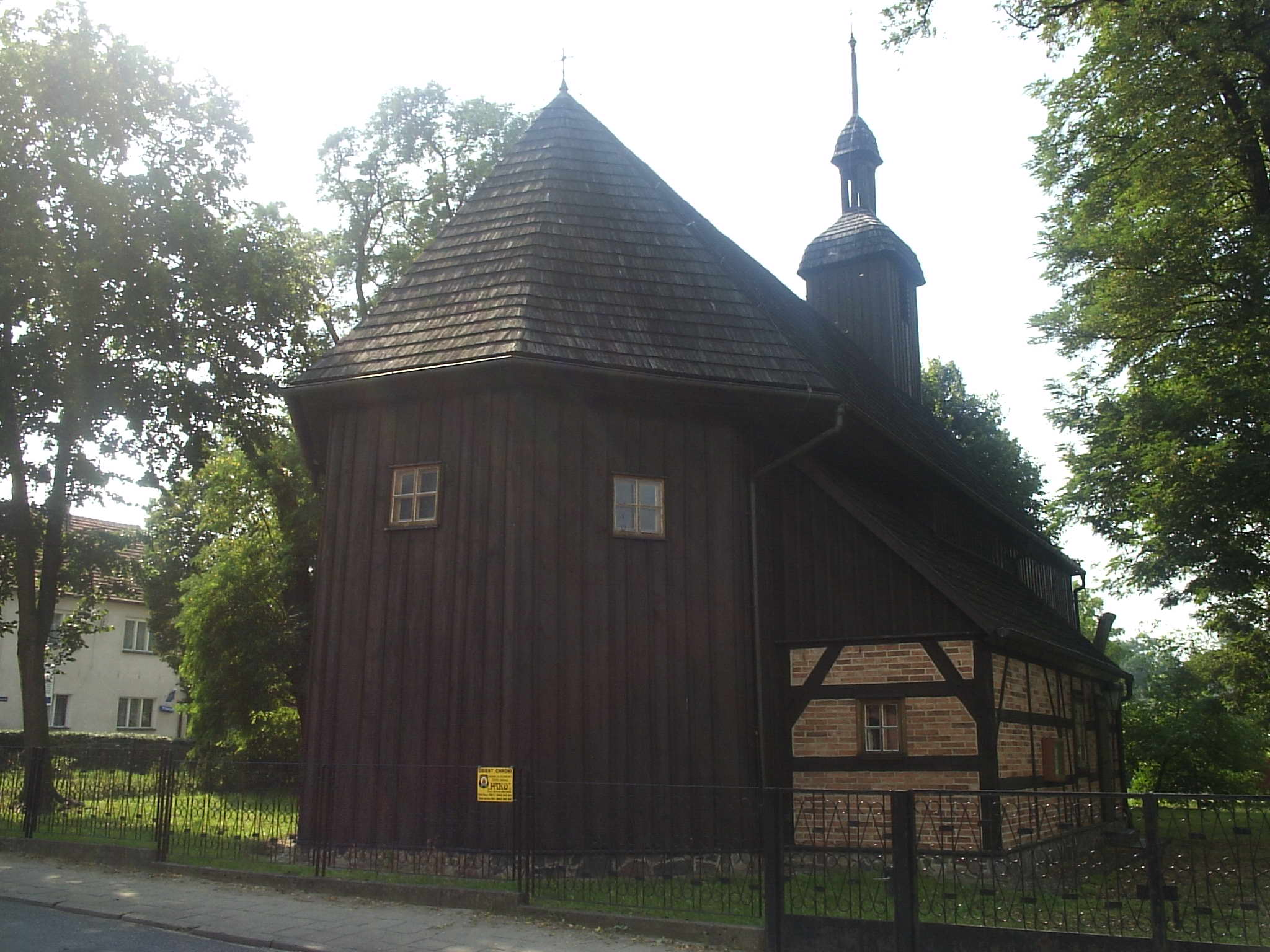
Костел
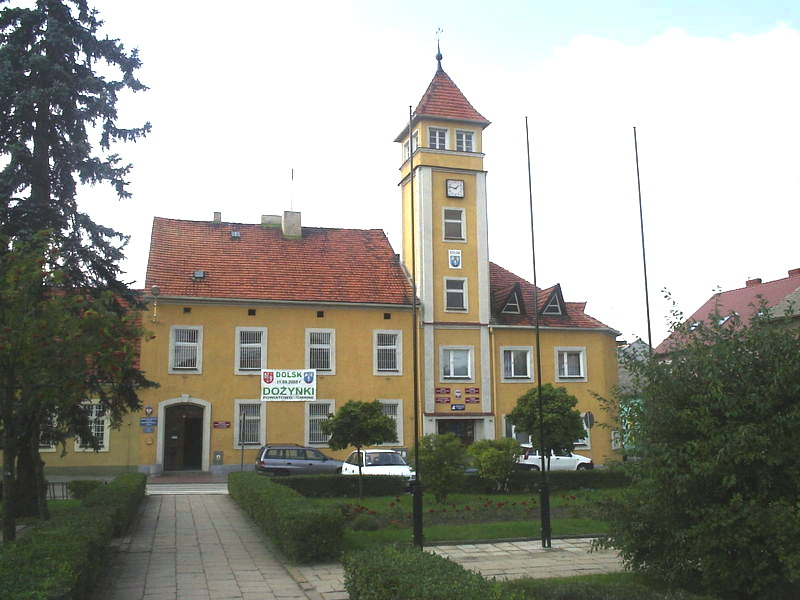
Ратуша
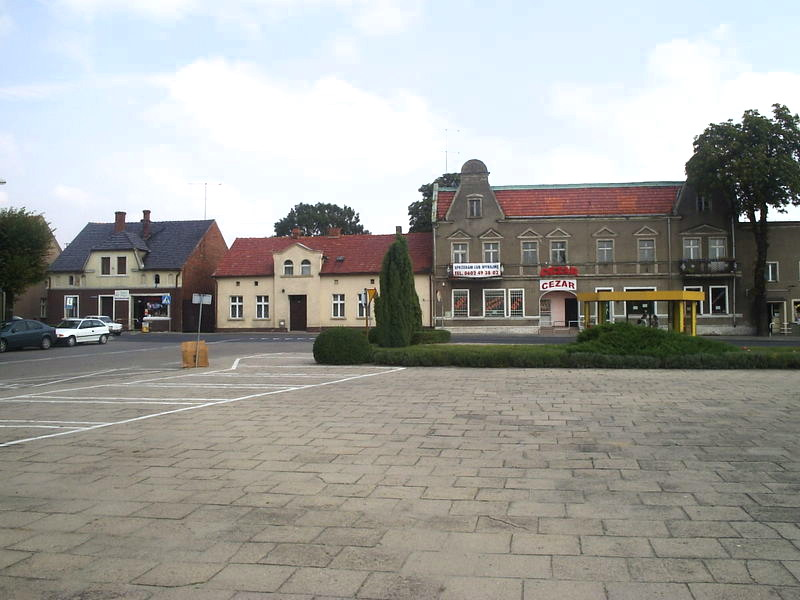
Ринок